# Udmurtföld
Udmurtföld, a nyelvészeti szakirodalomban gyakran Udmurtia, hivatalos nevén pedig az Udmurt Köztársaság (oroszul Удмуртия [Udmurtyija] / Удмуртская Республика [Udmurtszkaja Reszpublika], udmurtul Удмурт Элькун [Udmurt Elkun]) az Oroszországi Föderáció egyik tagköztársasága. A Volgamenti szövetségi körzethez tartozik, gazdasági felosztás szerint az Uráli körzet része.

## Földrajz

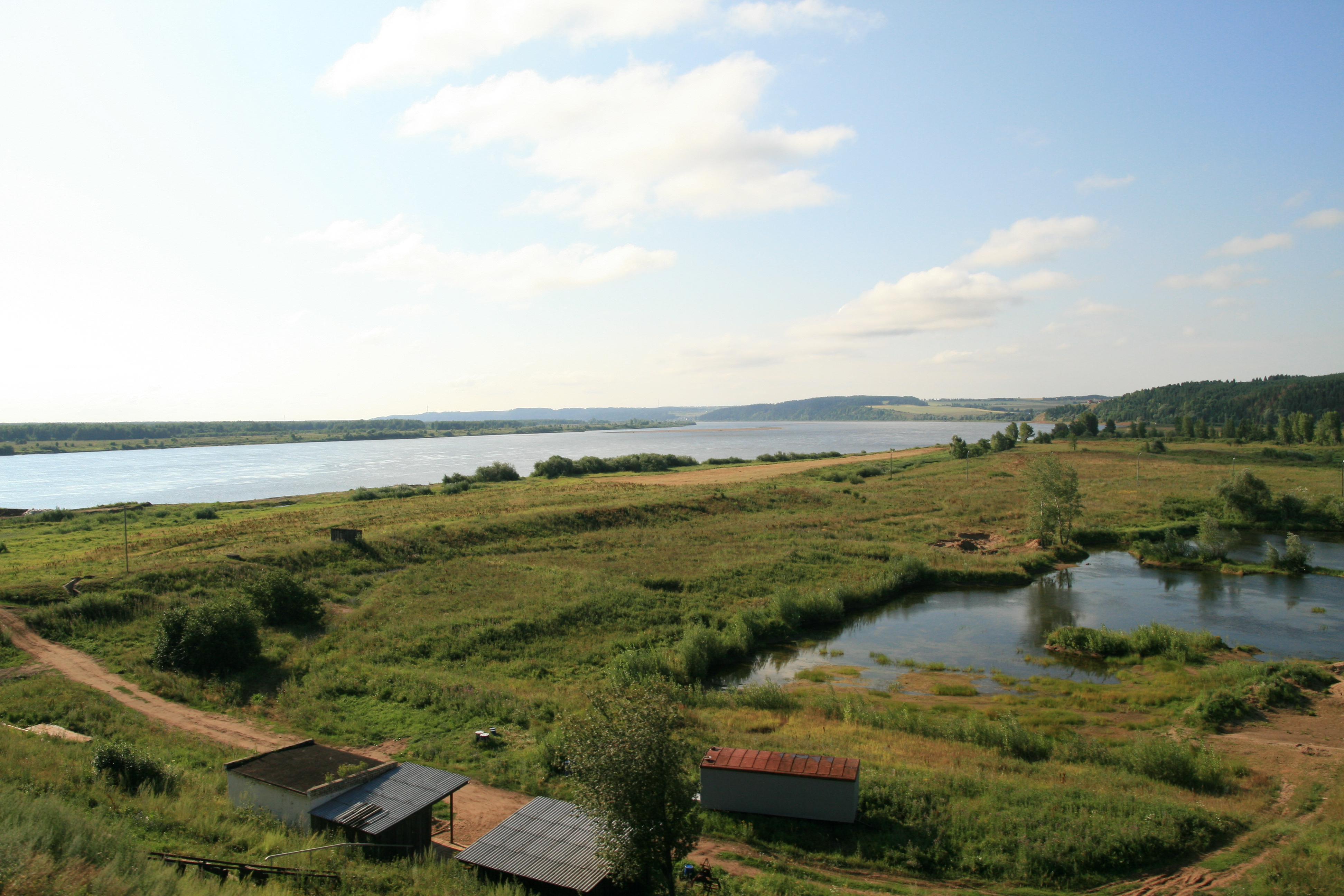
A Káma Szarapul közelében

Oroszország európai részén, a Kelet-európai-síkságon, a Vjatka és a Káma alsó folyása között fekszik. Baskíriával, Tatárfölddel, továbbá a Kirovi területtel és a Permi határterülettel határos.
A köztársaság felszíne enyhén dombos, legmagasabb pontja mindössze 332 m. Az összterület 10%-a legelő, 44%-a erdő, északon főleg tűlevelű-, délen inkább nyírfaerdő.
Éghajlata mérsékelten kontinentális. A januári középhőmérséklet -16 °C, a júliusi 19 °C, az átlagos csapadékmennyiség 500–600 mm.
Legnagyobb folyói a Káma, amely hajózható, de csak a délkeleti területeket érinti, valamint északon a Csepca és a főváros folyója, az Izs. Területén nem találhatóak nagy tavak, a legjelentősebb a részben udmurt Votkinszki-víztározó.
Kőolajban, tőzegben, szénben gazdag. Jelentősek gyógy- és ásványvizes forrásai is.

## Történelem
A Káma és a Vjatka közötti vidéket már évszázadok óta udmurtok lakták, amikor a területre a 12. században orosz betelepülés kezdődött. A 16. század közepére, Kazany városának elfoglalásával az egész vidék a moszkvai nagyfejedelemség része lett. A jogfosztottság, az ortodox hittérítés és a kezdődő iparosodás ellenére az udmurtoknak végig sikerült megőrizniük nyelvüket és részben ősi kultúrájukat is.
Az általuk lakott vidékek a cári Oroszországban nagyrészt a Vjatkai és a Permi kormányzósághoz tartoztak.

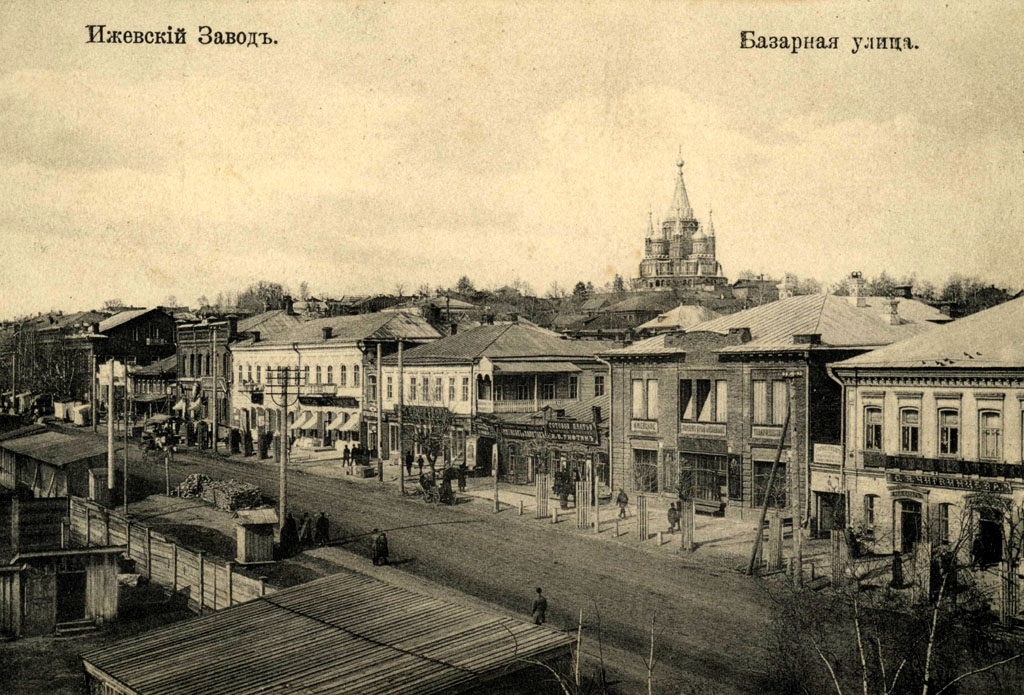
Izsevszk 1918-ban

Az 1917-es forradalom után létrejött szovjethatalom deklarálta a népek önrendelkezési jogát, és az ország új közigazgatását a nemzetiségi-területi szempontok figyelembe vételével alakította ki. Így jött létre 1920-ban a Votják (később Udmurt) Autonóm Terület, melynek határain belül az udmurt népesség volt többségben. 1934-ben a terület Udmurt Autonóm Szovjet Szocialista Köztársasággá alakult át (Udmurt ASZSZK), melynek első alkotmányát 1937-ben fogadták el. Ekkor alakult ki mai területe, miután több járást és várost csatoltak hozzá, így Szarapult is.
Az 1920-as években udmurt nyelvű népiskolák nyíltak, udmurt nyelvű könyvek jelentek meg, az orosz felsőoktatási intézményekben sok udmurt fiatal tanult. A fellendülés nem tartott sokáig: a sztálini korszakot többek között a nemzeti kultúra és oktatás visszaszorítása, kiemelkedő képviselőinek bebörtönzése, sőt fizikai megsemmisítése jellemezte. A köztársaság a szovjet hadiipar egyik központja lett, zárt területté nyilvánították, amit csak 1989-ben oldottak fel. Az erőteljes iparfejlesztés, a világháború alatt ide áttelepített gyárak más vidékekről is idevonzották a munkaerőt, emiatt az udmurtiai lakosság szociális és nemzetiségi összetétele lényegesen megváltozott.
A városi népesség aránya 1939-ben 26%, 1959-ben 44,5%, 1970-ben 57%.
1926-ban a lakosság 52,3%-a udmurt volt. Az akkori többség 1959-re 35,6%-os kisebbséggé változott.

### 1990 után
1990-ben az Oroszországi Föderáció az ország korábbi közigazgatási beosztását vette át, Udmurtföld területe sem változott, de 1990. november 4-én új neve Udmurt Köztársaság lett. 1994 decemberében fogadták el az új alkotmányt, amely már tükrözte az utóbbi években végbement politikai változásokat.
A köztársaság élén az elnök áll, a törvényhozó hatalom szerve az Államtanács (Duma).
Az alkotmány kimondja a köztársaságban élő nemzetiségek jogait és a helyi önkormányzatoknak az államhatalmi szervektől való függetlenségét.

## Népesség

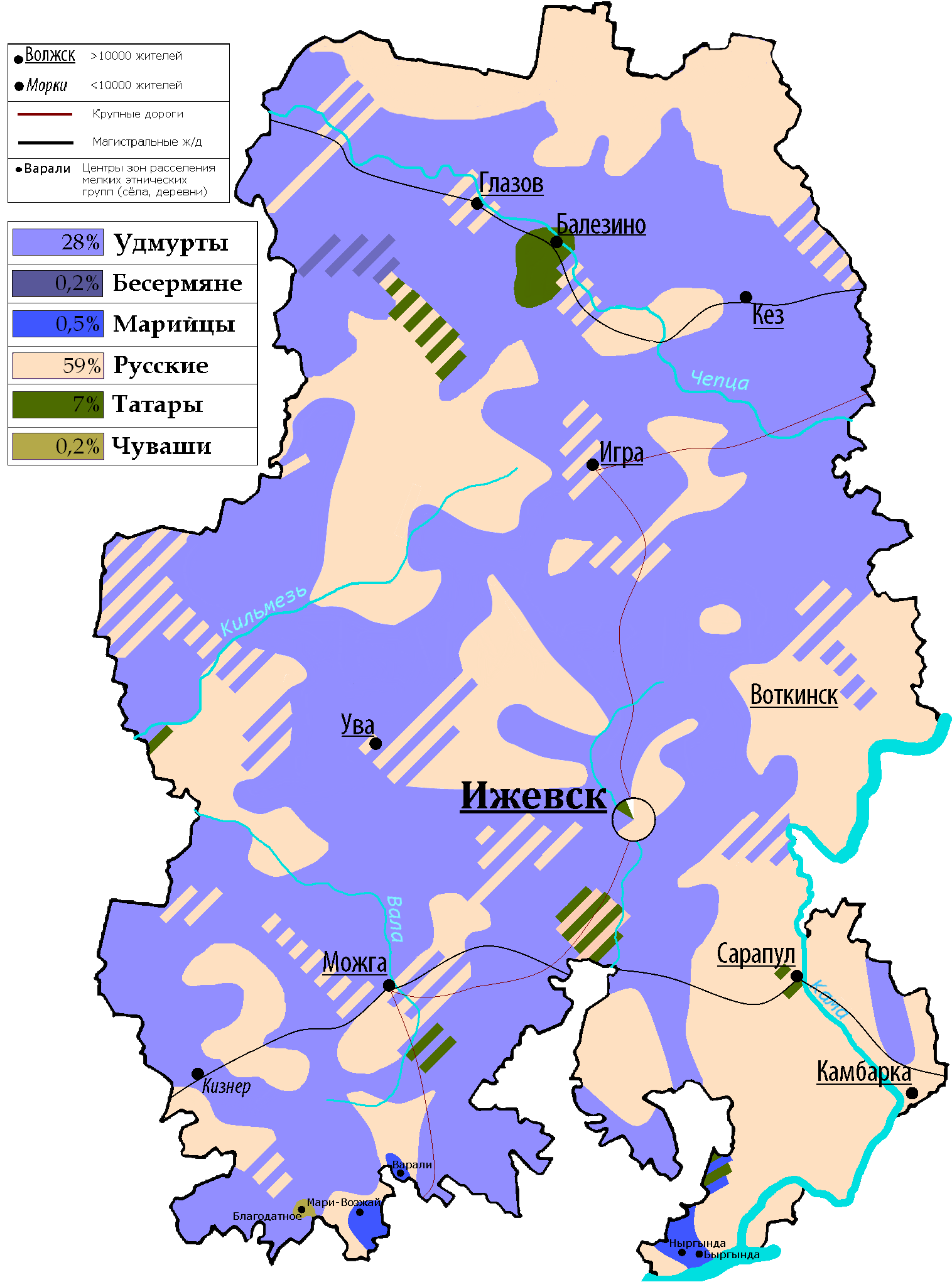
Udmurtföld etnikai térképe

### Nemzetiségi megoszlás
Az 1989-es népszámláláskor a köztársaság népessége 1 622 000 fő volt, 58%-uk orosz, 31%-uk udmurt, 7%-uk tatár. A népsűrűség 36,9 fő/km² volt. A fővárosban élt az összlakosság mintegy 40%-a (632 000 fő), 70%-uk orosz és csupán 17%-uk udmurt nemzetiségű volt.
A 2002-es népszámlálás adatai szerint a lélekszám 1 568 000 fő (2005-ben 1 552 000 fő), a városi lakosság aránya 69,7%.
Vallási tekintetben a lakosság három részre oszlik: ateisták, orosz ortodoxok és sámánisták.
Az udmurtok összlétszáma hozzávetőleg 750 ezer, közülük mintegy 250 ezren élnek a köztársaság határain kívül.

### Települések
Udmurtföldön (a 2010. évi népszámláláskor) 6 város, 5 városi jellegű település és 1961 falusi település található, mely utóbbiak közül 121 lakatlan. A városi jellegű települések száma 1987-ben még 15 volt, a Szovjetunió megszűnése óta azonban sokuk elvesztette e címét és faluvá alakult, Oroszország más területeihez hasonlóan.
A 2010. évi népszámlálás adatai szerint Udmurtföldön 69% a városi (városokban vagy városi jellegű településeken élő) népesség aránya. A legnagyobb falu népessége meghaladja a 11 ezer főt, és összesen 22-é éri el a háromezret, melyek együttesen a köztársaság lakosainak 8%-a számára nyújtanak otthont. A településhálózat döntő részét azonban a legfeljebb néhány száz lakosú aprófalvak alkotják.
Udmurtföld városai a következők (2010. évi népességükkel):
- Izsevszk, Ижевск (627 734)
- Szarapul, Сарапул (101 381)
- Glazov, Глазов (95 854)
- Votkinszk, Воткинск (99 022)
- Mozsga, Можга (47 961)
- Kambarka, Камбарка (11 021)

A városi jellegű települések:
- Igra, Игра (20 737)
- Uva, Ува (19 984)
- Balezino, Балезино (16 121)
- Jar, Яр (6596)
- Novij, Новый (5742)

## Államszervezet, politikai élet

### Elnök, illetve vezető
- Az Udmurt Köztársaság élén hosszú időn át Alekszandr Alekszandrovics Volkov (1951) állt. Műszaki végzettségű, mérnök, közgazdász, számos kitüntetés birtokosa. Glazov legnagyobb gyárának építkezését irányította, majd a városi tanács elnöke lett. 1990-től az udmurt minisztertanács elnökhelyettese, 1993-tól elnöke és a központi Szövetségi Gyűlésben hét éven át Udmurtia képviselője. 1995-től az Udmurt Köztársaság Államtanácsának elnöke, közben doktorált, menedzserképző főiskolát is végzett.

Először 2000-ben, majd 2004-ben másodszor is a köztársaság elnökéül választották. A vezetői tisztséget 2014. február 19-éig töltötte be. (Közben a köztársasági "elnök" cím megszűnt.)
- Alekszandr Vasziljevics Szolovjov:
  - 2014. február 19. – szeptember 22. Putyin elnök megbízottjaként a vezetői feladatokat ideiglenesen látta el.
  - 2014. szeptember 22. – a köztársaság vezetője.

### Közigazgatás és önkormányzatok
Udmurtföld (a 2010. évi népszámláláskor) közigazgatási szempontból 25 járásra oszlik, a 6 város közül pedig az 5 legnépesebb köztársasági alárendeltségű, ezek nem tartoznak egyik járáshoz sem.
Az önkormányzatok területi beosztása megegyezik a közigazgatási felosztással. A 25 járás mindegyikében járási önkormányzat működik, míg az 5 köztársasági alárendeltségű város a járásoktól független városi körzetet alkot, melyeknek egyszintű önkormányzata van, egyszerre gyakorolják a járási és a községi önkormányzati hatásköröket. A járásokhoz összesen 2 városi község (székhelyük Kambarka és Balezino) és 309 falusi község tartozik.

#### A járások és székhelyeik
| #   | Járás                   | Székhely         | Térkép                        | #                                   | Járás                               | Székhely                            |
| --- | ----------------------- | ---------------- | ----------------------------- | ----------------------------------- | ----------------------------------- | ----------------------------------- |
| 1.  | Alnasi járás            | Alnasi           | Udmurtföld járásainak térképe | 17.                                 | Mozsgai járás                       | Mozsga                              |
| 2.  | Balezinói járás         | Balezino         | Udmurtföld járásainak térképe | 18.                                 | Szarapuli járás                     | Szigajevo                           |
| 3.  | Vavozsi járás           | Vavozs           | Udmurtföld járásainak térképe | 19.                                 | Szelti járás                        | Szelti                              |
| 4.  | Votkinszki járás        | Votkinszk        | Udmurtföld járásainak térképe | 20.                                 | Szjumszi járás                      | Szjumszi                            |
| 5.  | Glazovi járás           | Glazov           | Udmurtföld járásainak térképe | 21.                                 | Uvai járás                          | Uva                                 |
| 6.  | Grahovói járás          | Grahovo          | Udmurtföld járásainak térképe | 22.                                 | Sarkani járás                       | Sarkan                              |
| 7.  | Gyebjoszi járás         | Gyebjoszi        | Udmurtföld járásainak térképe | 23.                                 | Jukamenszkojei járás                | Jukamenszkoje                       |
| 8.  | Zavjalovói járás        | Zavjalovo        | Udmurtföld járásainak térképe | 24.                                 | Jaksur-bogyjai járás                | Jaksur-Bogyja                       |
| 9.  | Igrai járás             | Igra             | Udmurtföld járásainak térképe | 25.                                 | Jari járás                          | Jar                                 |
| 10. | Kambarkai járás         | Kambarka         | Udmurtföld járásainak térképe | Köztársasági alárendeltségű városok | Köztársasági alárendeltségű városok | Köztársasági alárendeltségű városok |
| 11. | Karakulinói járás       | Karakulino       | Udmurtföld járásainak térképe | 26.                                 | Izsevszk                            | Izsevszk                            |
| 12. | Kezi járás              | Kez              | Udmurtföld járásainak térképe | 27.                                 | Votkinszk                           | Votkinszk                           |
| 14. | Kijaszovói járás        | Kijaszovo        | Udmurtföld járásainak térképe | 28.                                 | Glazov                              | Glazov                              |
| 13. | Kiznyeri járás          | Kiznyer          | Udmurtföld járásainak térképe | 29.                                 | Mozsga                              | Mozsga                              |
| 15. | Krasznogorszkojei járás | Krasznogorszkoje | Udmurtföld járásainak térképe | 30.                                 | Szarapul                            | Szarapul                            |
| 16. | Malaja Purga-i járás    | Malaja Purga     | Udmurtföld járásainak térképe |                                     |                                     |                                     |

## Gazdaság
Udmurtföld gazdaságának meghatározója a nehézipar: kohászat, autó- és motorgyártás, fegyvergyártás, nehézipari és vegyipari gépek gyártása.
Mezőgazdaság: a viszonylag gyengébb minőségű talajon a növénytermesztés fontosabb kultúrái a gabonafélék, a burgonya, a zöldségfélék.
- Izsevszk (udmurt nevén: Izskar) az ipar, ezen belül a hadiipar központja. Első vasműhelyét 1760-ban alapították, 1925 óta a köztársaság fővárosa. Itt készülnek a híressé vált Kalasnyikov gépkarabélyok, autógyárában a Kamaz teherautók. Az 1970-es évek óta egyeteme van.

További ipari városok, 100 000 főt meghaladó lakossággal:
- Glazov (udmurt nevén: Glazkar), 1925-ig az udmurt területek központja. Vegyipar; urán feldolgozása, cirkónium előállítása az atomenergia- és hadiipar számára.
- Votkinszk: hadiipar (rakéták építése), vasmű, nehézipari gépek gyártása. Csajkovszkij szülőhelye, emlékét múzeum őrzi.
- Szarapul: régi kereskedőváros, ma ipari város, részben hadiipari célokra gyártanak berendezéseket.

## Kultúra
Udmurtföldről származnak a 2012-es Eurovíziós Dalfesztivál második helyezettjei, a Buranovszkije babuski, akik Oroszországot képviselték a nemzetközi versenyen „Party for Everybody” című dalukkal.

## Közlekedés
A helyközi közlekedés fő eszközei az autóbuszok, melyek gyakran rossz minőségű aszfalt-, illetve földutakon járnak.
A vasúti hálózat fejlett. A köztársaság területét két országos jelentőségű, köztük a Moszkva-Urál-Szibéria-i vasúti fővonal szeli át. Az összes vasútvonal hossza 1007 km (1989).
Izsevszk repülőtere Moszkvával és több oroszországi nagyvárossal biztosít állandó összeköttetést.